# Godert van Slijpe
Godert van Slijpe, ook wel Godard of Godaert (Maastricht, 23 november 1698 - Maastricht, 11 januari 1753), was een Nederlands jurist, politicus en bestuurder. Hij was onder andere schepen, burgemeester en vice-hoogschout van Maastricht. Zijn nalatenschap bestaat onder meer uit het door hem gebouwde Huis Severen in Amby en de kostbare inrichting van het Stadhuis van Maastricht, waarvoor hij zich persoonlijk inspande.

## Levensloop

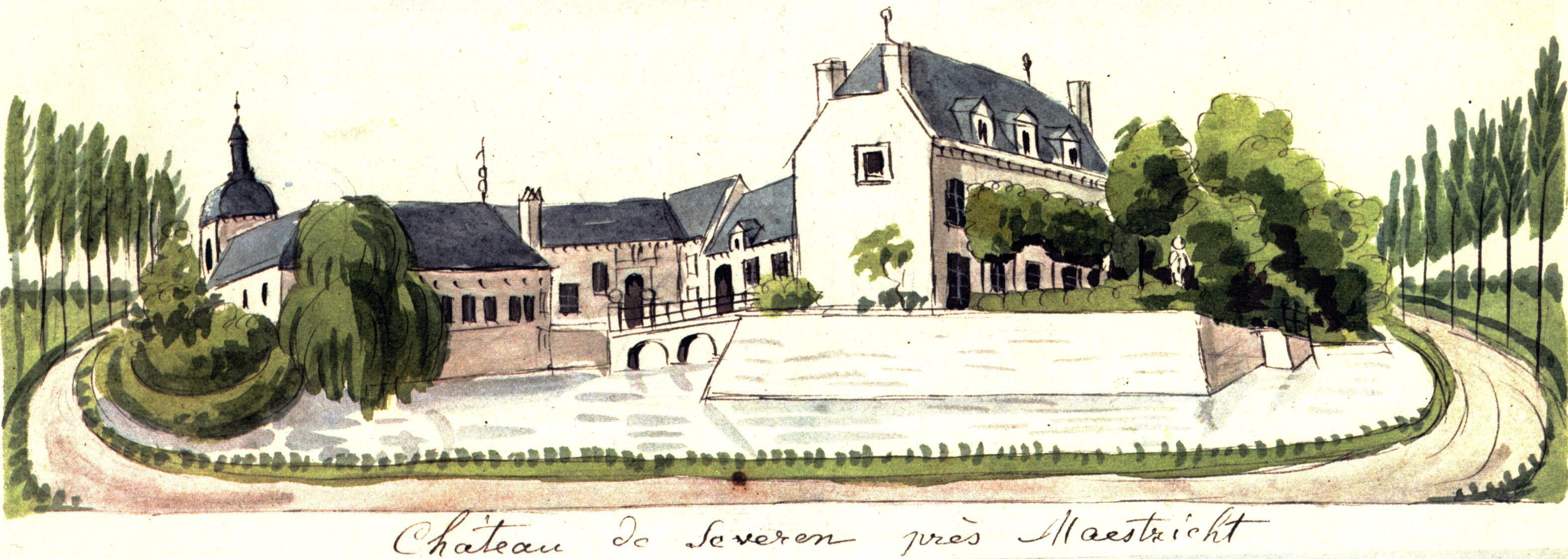
Huis Severen in Amby, het buitenhuis van de Van Slijpes, getekend door Philippe van Gulpen (1792-1862)

Godert van Slijpe stamde uit het protestantse magistratengeslacht Van Slijpe, waarvan leden in de zeventiende eeuw vanuit Friesland zich in Maastricht vestigden. De Van Slijpes behoorden in Maastricht tot de protestantse minderheid en hadden in het tweeherige bestel de Brabantse nativiteit. Godert werd geboren als zesde van acht kinderen van Adriaan Hendrik van Slijpe (1664-ca. 1714) en Sibilla Elisabeth Pain et Vin (1669-1728). Zijn vader was Brabants gezworene en diverse malen Brabants burgemeester van Maastricht.
Godert van Slijpe studeerde rechten aan de universiteit van Utrecht en werd er doctor in de beide rechten. Hij promoveerde op 12 maart 1717 op een dissertatie getiteld De privilegio fori ("Over het marktprivilege"). Hij vervulde de functie van schout in Gulpen, een functie die hij een jaar voor zijn overlijden overdroeg op zijn oudste zoon Adriaan.. In Gulpen trad hij in 1724 in het huwelijk met de in Maastricht geboren Catharina Joanna Bogaert, die eveneens uit een protestantse magistratenfamilie stamde.
Op 7 oktober 1732 werd hij voor het eerst Brabants burgemeester van Maastricht, samen met de Luikse burgemeester Guillaume de Requilé. Het burgemeesterschap in Maastricht was telkens voor twee jaar, daarna werd een ander gekozen, waarna men zich twee jaar later weer verkiesbaar kon stellen. Van Slijpe maakte zes ambtstermijnen vol; tussendoor was hij Brabants schepen. Tijdens zijn burgemeesterschap werd Maastricht korte tijd bezet door de Fransen.
Tijdens zijn eerste en tweede ambtstermijn hield hij zich, naast het dagelijkse bestuurswerk, bezig met de herinrichting van het stadhuis. Zo reisde hij in juli 1737 met medeburgemeester Jacob van Brienen en H. Pessers (oud-burgemeester Henrick Pesters?) per koets naar Den Haag, waar hij drie weken verbleef, diverse ontvangsten en besprekingen bijwoonde, maar ook een nieuwe wandbespanning voor de burgemeesterskamer uitzocht. Een maand later legde hij de raad de keuze voor uit twee patronen goudleerbehang, "als wesende van een heel nieuw fabric, onlancs uyt Holland medegebraght". Nog geen jaar later arriveerde het behang, dat een kleine 700 gulden had gekost, in Maastricht.
Van Slijpe kon zijn laatste ambtstermijn niet afmaken, want hij stierf in 1753 op 54-jarige leeftijd.

## Nageslacht
Godert van Slijpe trouwde op 17 mei 1724 te Gulpen met Catharina Joanna Bogaert (1700-1784). Het echtpaar kreeg waarschijnlijk zes kinderen.
1. Maria van Slijpe (1725-?), gehuwd met Johannes Cornelis Vorst
2. Sybilla Elisabeth van Slijpe (1727-1760)
3. Adriaan Philip Hendrik van Slijpe (1730-1774), schout in Gulpen, gehuwd met Sara Collard (1731-1795), 2 kinderen
4. Godart van Slijpe (1731-?)
5. Jan Hubert van Slijpe (1732-1791), schepen, burgemeester en vice-hoogschout in Maastricht, gehuwd met Cornelia de Ron (1721-1784), 5 of 6 kinderen
6. Anna Maria van Slijpe (1734-1760), gehuwd met Quirinus Reineck (?-1790)

## Nalatenschap
Van Godert van Slijpe is een achttiende-eeuws portret bewaard gebleven van een onbekende schilder, mogelijk van Jean-Baptiste Coclers, die in opdracht van de magistraat diverse werken voor het stadhuis schilderde, en tevens een bekend portretschilder was. Een kopie van dit schilderij hangt in de portrettengalerij van het stadhuis van Maastricht. Het werd in 1908 gekopieerd door Henri Goovaerts.
De Hof van Slijpe aan de Bouillonstraat, van 1684 tot 1802 in bezit van de familie Van Slijpe, was waarschijnlijk het geboortehuis van Godert. Het gebouw is een rijksmonument en is sinds 2002 in gebruik bij de Universiteit Maastricht. Ook het voormalige buitenhuis van de Van Slijpes, het Huis Severen in Amby, is een rijksmonument. Dit goed kwam via de familie Pain et Vin (zijn moeder) in bezit van Godert, die het waarschijnlijk in 1742 liet herbouwen. Boven de ingang bevindt zich het alliantiewapen Van Slijpe-Bogaert. De bijbehorende hoeve bleef in bezit van de familie Pain et Vin. In Amby is sinds 1955 een Van Slijpestraat, die genoemd is naar alle Van Slijpes die tot 1880 het Huis Severen bewoonden.
Van de herinrichtingscampagne van het stadhuis onder het bewind van Van Slijpe zijn diverse onderdelen bewaard gebleven. In de Raadszaal bevinden zich de verdure-tapijten, die in 1735 bij de firma Van Verren in Oudenaarde werden besteld. In de Prinsenkamer getuigen de schouw van rood geaderd marmer, het stucplafond van Tomaso Vasalli en de Mozestapijten uit het Brusselse atelier Van der Borcht van Van Slijpes smaak. Van de door Vasalli gestucte plafonds in de beide burgemeesters- en schepenkamers is alleen dat in de Brabantse schepenkamer behouden. Rondom het 'Plein', de centrale hal in het stadhuis, bleven diverse gestucte supraporten bewaard.
In het stadhuis bevindt zich tevens een ceremonieel zwaard van burgemeester Van Slijpe met een inscriptie, het wapen van Maastricht en dat van de familie Van Slijpe. In het British Museum in Londen bevindt zich een rijk bewerkte wierookschep van zilver en bergkristal uit circa 1480, die afkomstig is uit de nalatenschap van de familie Van Slijpe Pichot en die ook eigendom zou zijn geweest van Jan Godart van Slijpe. Via ene B. Kalf Oz belandde het voorwerp in de kunstcollectie van baron Ferdinand de Rothschild (1839-1898), die het na zijn dood naliet aan het British Museum, als onderdeel van de zogenaamde 'Waddesdon bequest'.

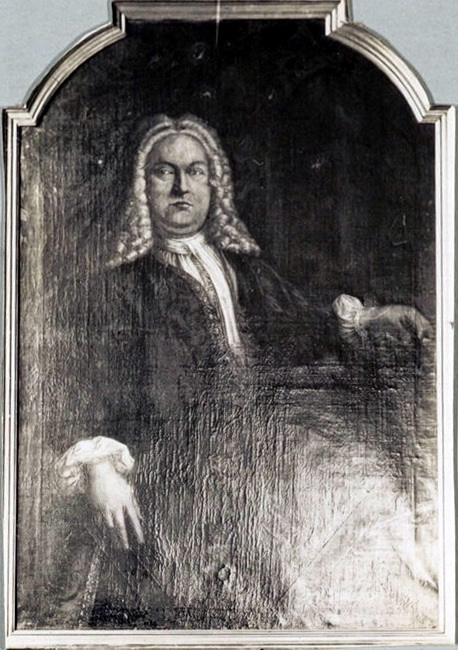
Portret, privécollectie
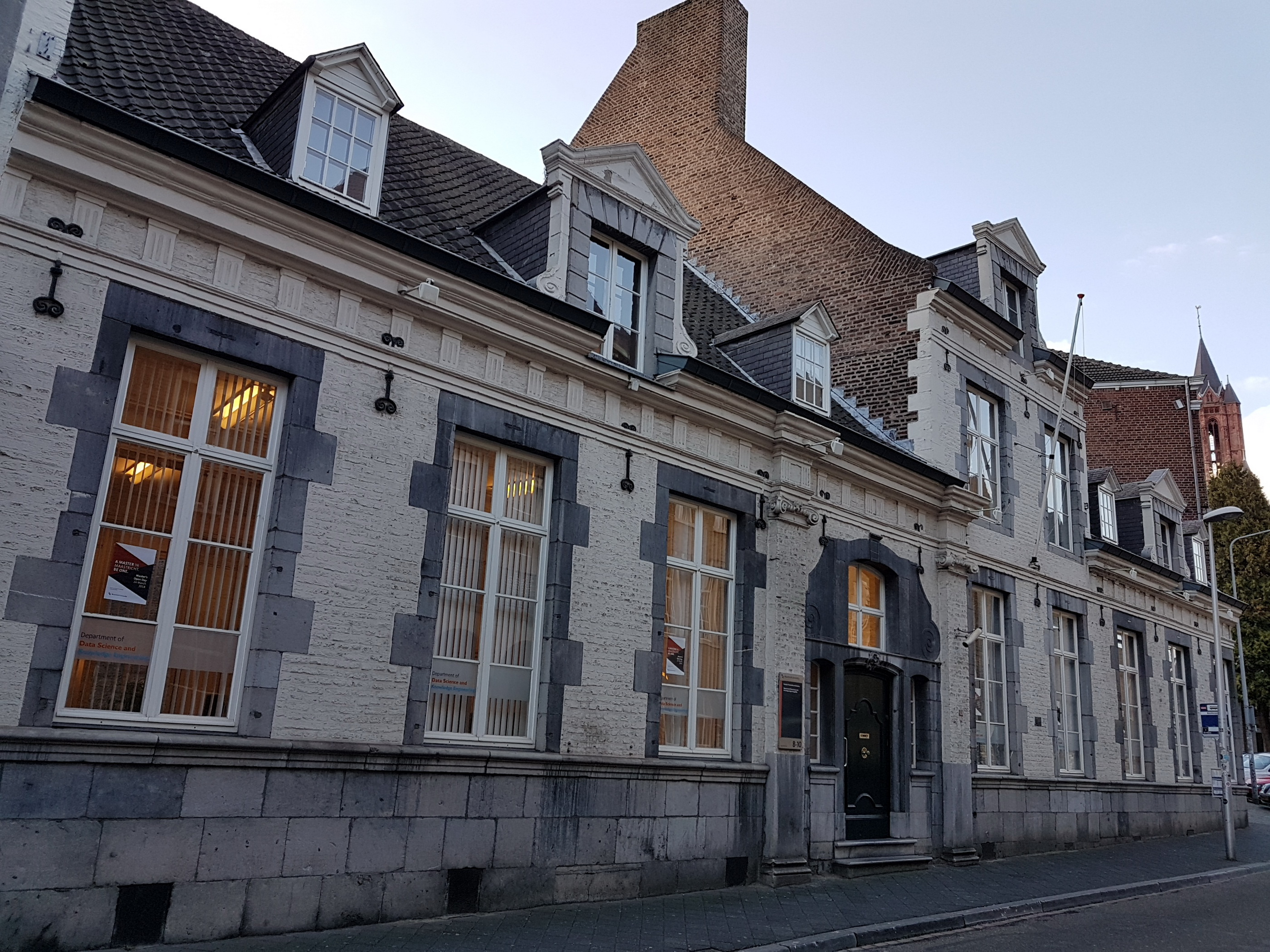
Hof van Slijpe
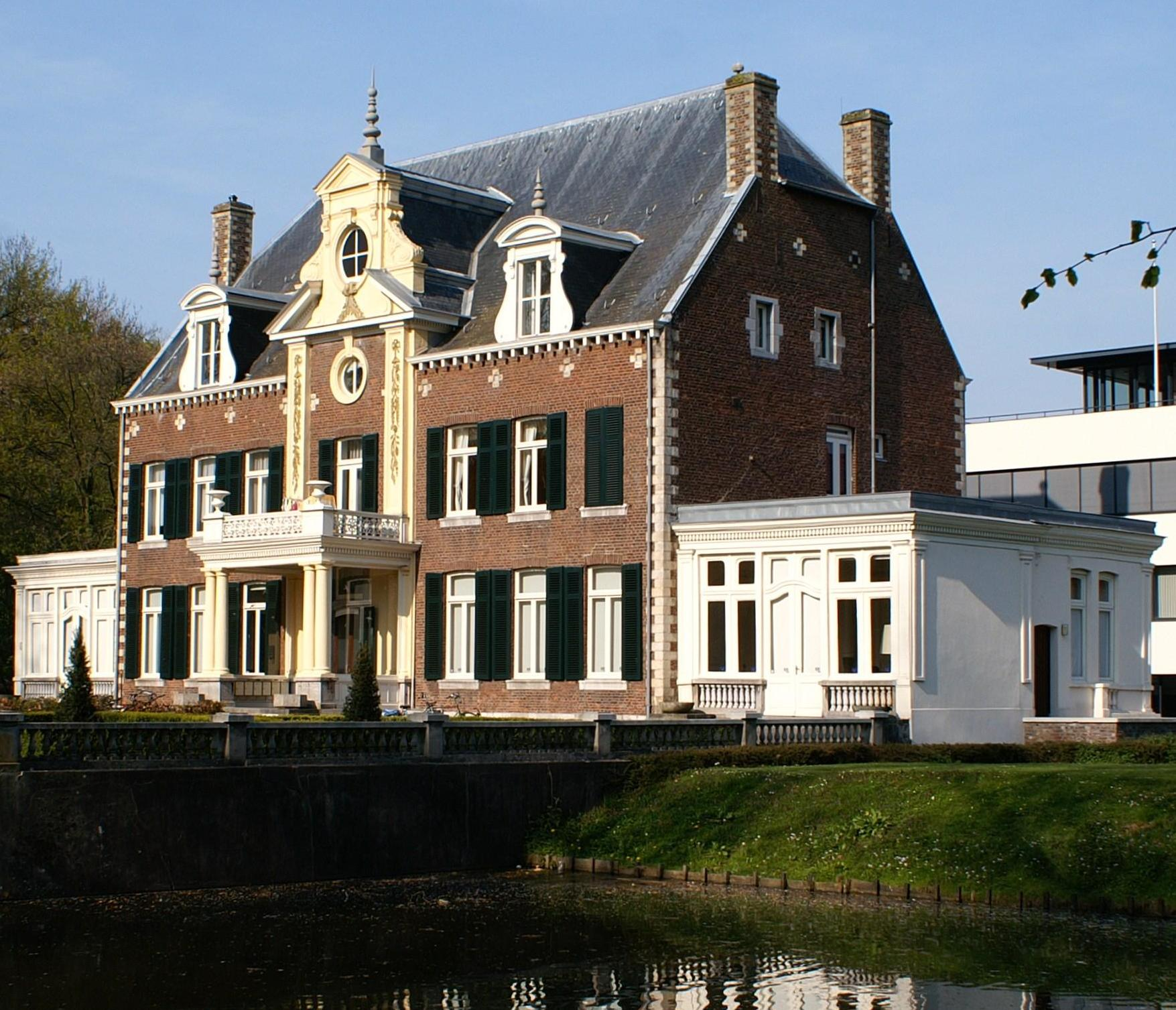
Huis Severen
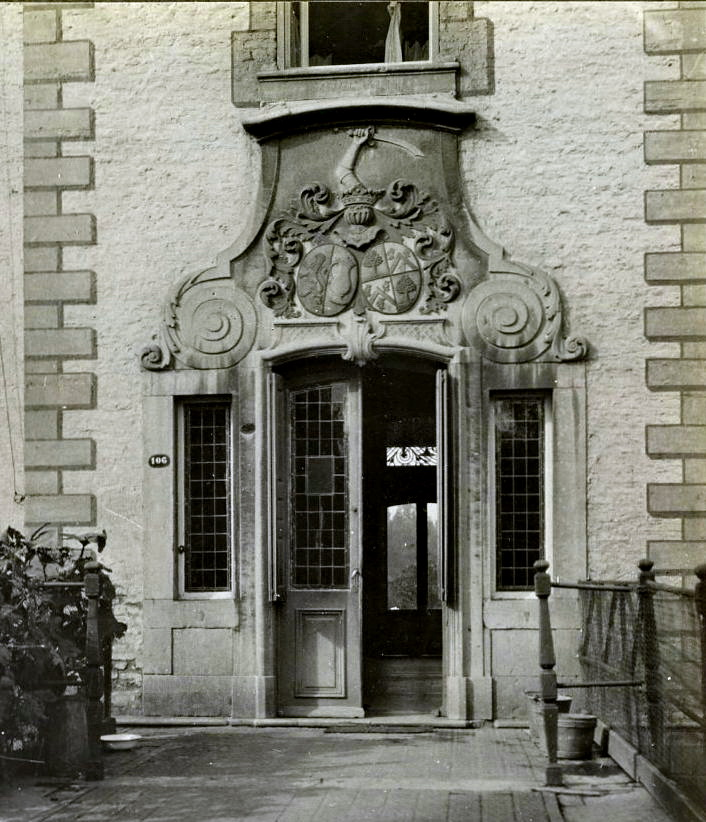
Huis Severen, alliantiewapen
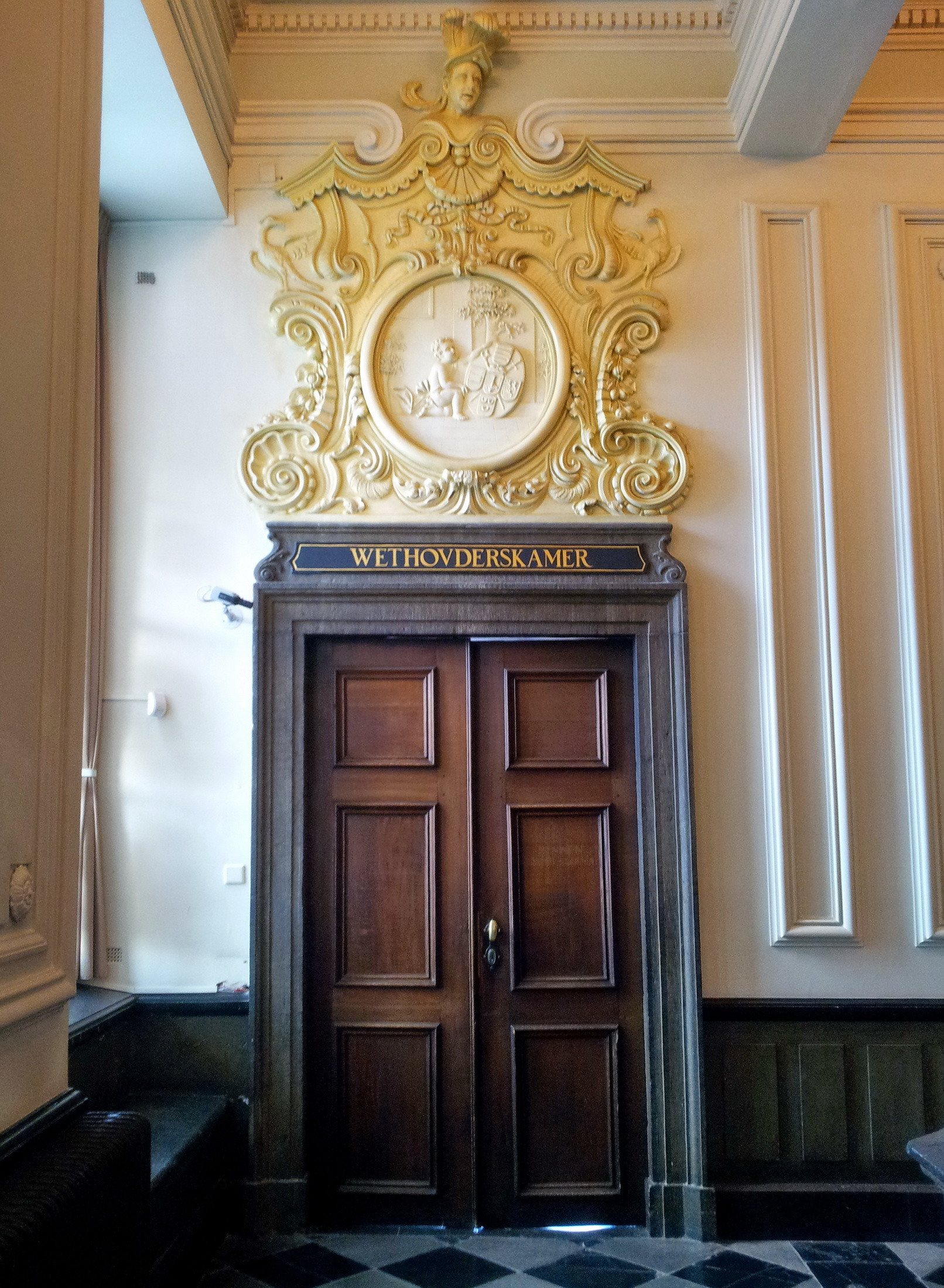
Stadhuis, 'Plein', stucwerk boven deur
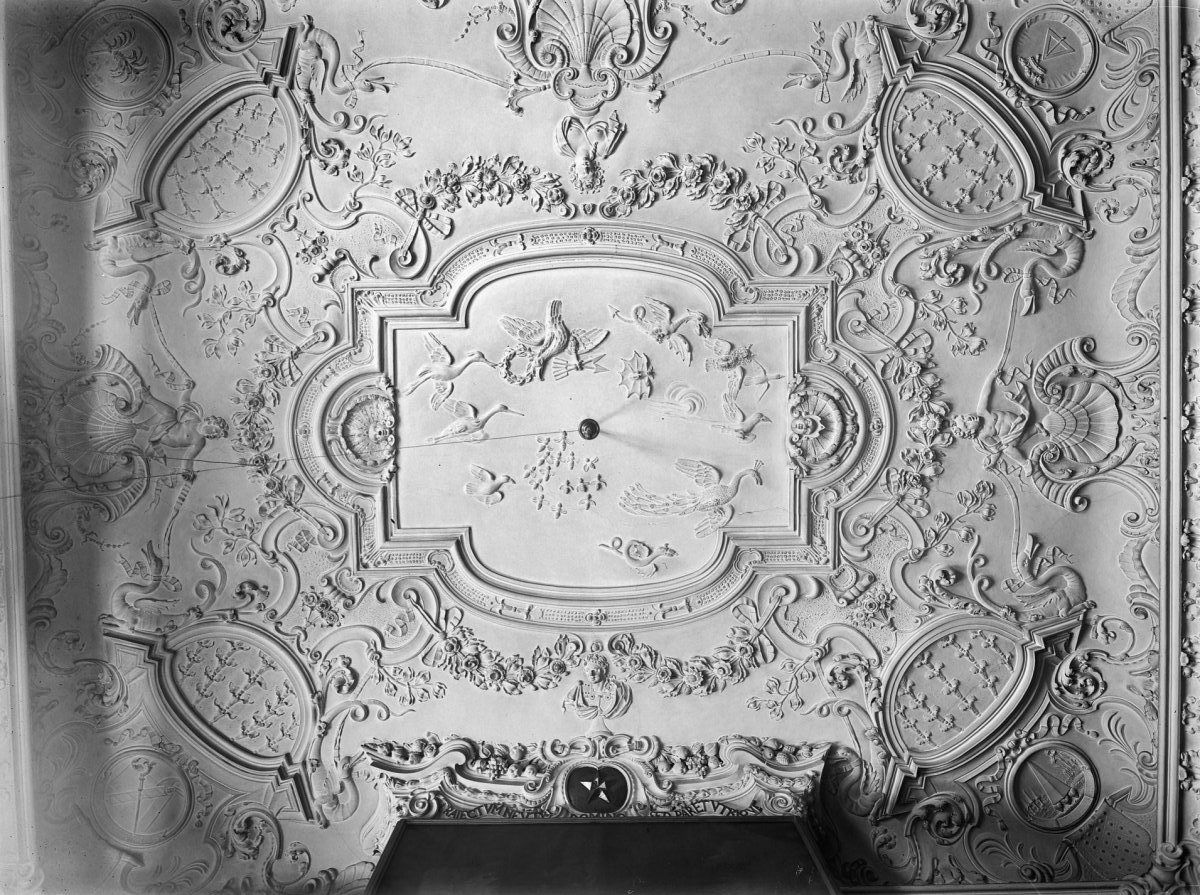
Stadhuis, Prinsenkamer, stucplafond van Vasalli
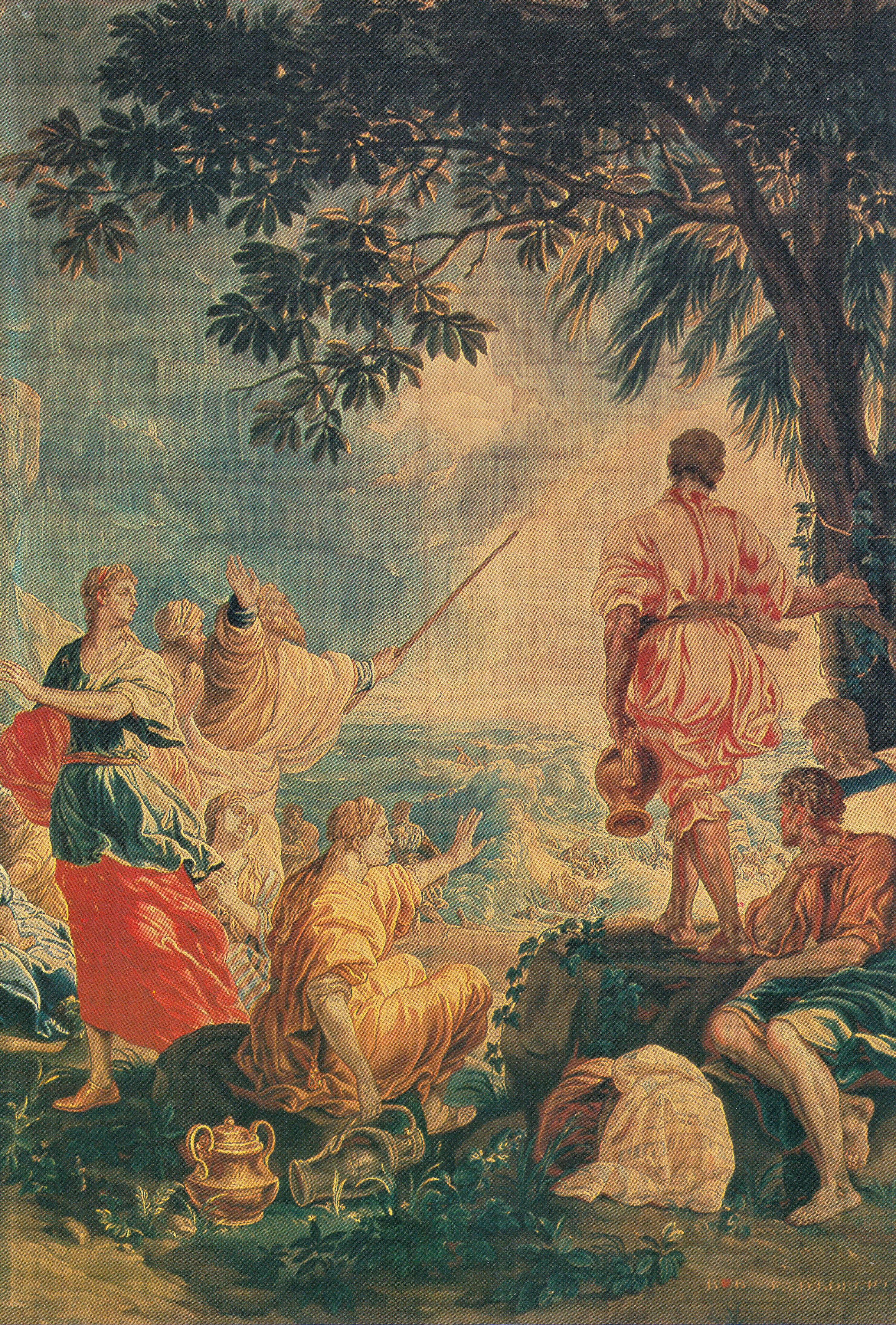
Stadhuis, Prinsenkamer, Mozes-tapijt
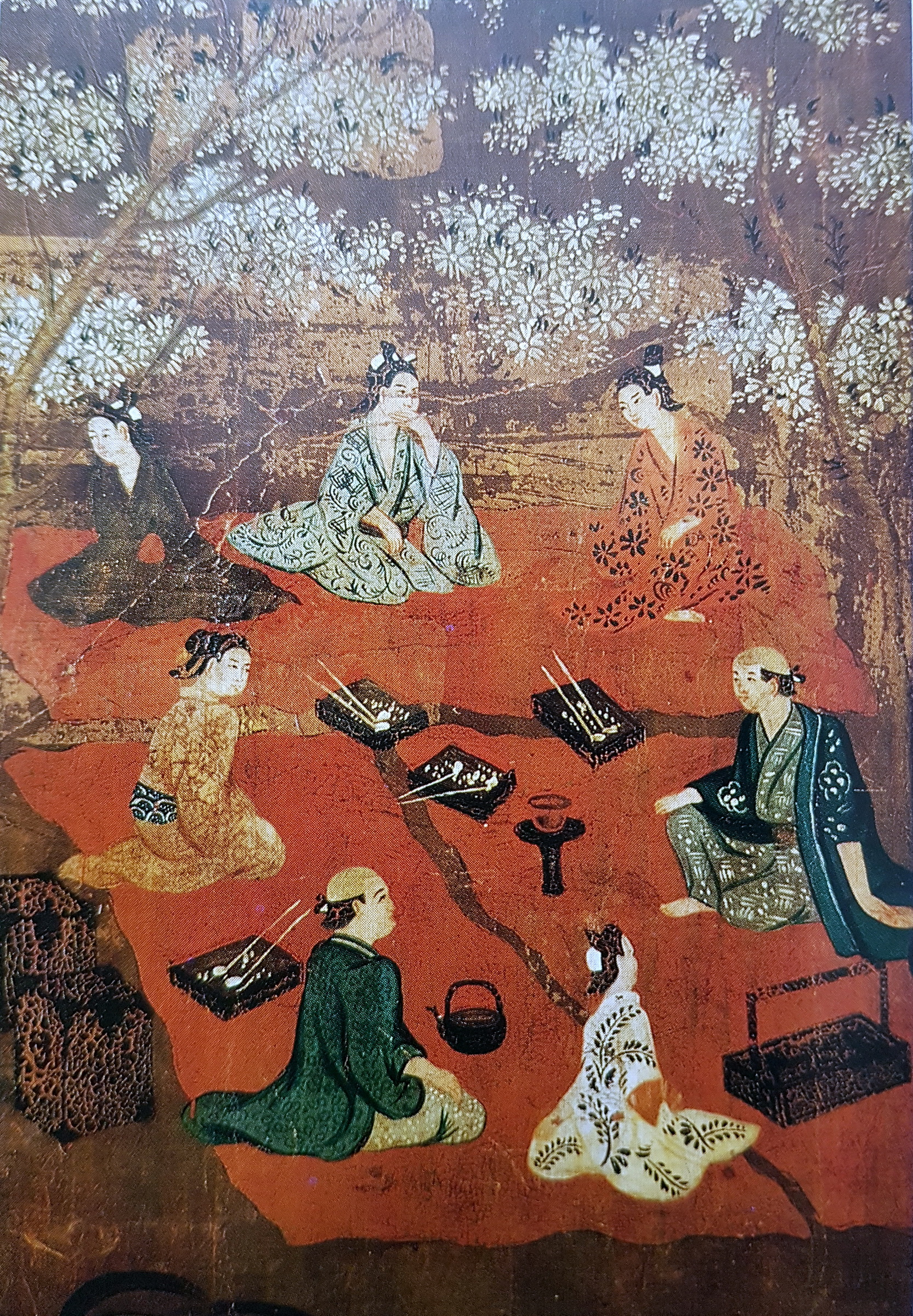
Stadhuis, burgemeesterskamer, detail goudleerbehang